# Mitzy
Jorge García Cárdenas, conocido como Mitzy, (Municipio de La Huacana, Michoacán, 10 de mayo de 1955) es un diseñador de moda y vestuario mexicano conocido por su trabajo en televisión.[cita requerida]

## Primeros años
Mitzy nació en el Municipio de la Huacana en el estado de Michoacán, México en el seno de una familia de campesinos quedando huérfano de padre a los cinco años de edad después de que este fuera asesinado. A los catorce emigró a la Ciudad de México para trabajar y mejorar su condición económica, sin embargo, durante sus primeros ocho meses en la ciudad vivió en la indigencia hasta que un hombre lo llevó a vivir con él luego de invitarlo a comer. Al poco tiempo Mitzy lo abandonaría luego de ser víctima de una violación por su parte y maltratos posteriores al asalto sexual. 

Después conoció a Francis, la vedette y drag queen, que en ese momento vivía en situación de calle. Tras acogerla en su departamento, esta le pidió un vestido para un show, el cual hizo sin conocimientos previos de costura ni diseño.  
"Ya te imaginarás cómo me quedó (ese primer vestido). Le dije a Francis 'ponte las manos acá (en el pecho)'. Le puse un vestido. ¡Me quedó chueco, fruncido! Pero como soy listo [...] todos los defectos los cubrí con piedras  y quedó bonito. luego del show, me comentó que le habían querido comprar el vestido y no lo vendió. Le dije '¡Ay Francis! ¿por qué no lo vendiste? ¡Con eso hubiéramos podido comer y te hacía uno más bonito! Él me dijo: 'Haz uno más bonito y te lo vendo'. Así empezamos". 
Se convirtió en su diseñador personal, posteriormente, mediante los contactos de Francis conocieron a la actriz Sasha Montenegro, quien en un principio les encargó tres vestidos; esta los presentaría con el productor de cine Guillermo Calderón quien -en palabras de Mitzy- luego les encargaría el 50% del vestuario de las películas.

## Biografía
A raíz de una gira que emprendió Francis, Mitzy se quedó solo y conoció al estilista Alfredo Palacios y a la actriz Verónica Castro, quien tras obtener el protagónico en la telenovela Los ricos también lloran tuvo un programa llamado Noche a Noche en el que es contratado como vestuarista, ese empleo le permitió acercarse a las celebridades de la época, como Olga Guillot, Lupita D’Alesio, Olga Breenskin, y Thalía. 
Destaca en uno de los programas su encuentro con Rocío Dúrcal, a la que vistió durante 27 años.
En 1996, cuando Verónica Castro conducía La Tocada, entrevistó a María Félix, que llevaba un chal del diseñador. 
Vestido de novia de Thalía
En el año 2000, cuando Thalía se casó con el empresario Tommy Mottola, esta decidió usar un vestido de Mitzy. En palabras del diseñador, la cantante ya tenía un compromiso con Dior, para que la marca firmara su vestido de novia, sin embargo esta decidió llevar un vestido suyo por la amistad de años que tenían.
El vestido pesaba 70 kilos, los cuales se repartían en los 17 metros de cauda, -aunque originalmente la intención era esta midiera 60 metros para que arrastrara desde el atrio hasta la entrada de la iglesia). Costó 350,000 dólares y estaba inspirado en la silueta de la emperatriz Carlota de México se hizo con seda, raso y tul importados de Francia y Alemania. Los bordados se hicieron a mano con 200 carretes de hilos de plata, tenía chaquira de cristal de murano y pedrería austríaca. Llevó 18 meses confeccionarlo.

## Conversión
En 2003, tras la influencia de Federica Sodi, hermana de Thalía, Mitzy se convirtió al cristianismo, al mismo tiempo, declaró ya no ser homosexual.

## Filmografía
- 1975 Bellas de noche[6]
- 1979 Los ricos también lloran [1]
- 1987 Noche a Noche (Verónica Castro)
- 1999 El privilegio de amar
- 2001 Salomé
- 2013 Hoy

## Teatro
- Francis y su show (1990-2007)
- Aventurera

## Libros
- 2014 Regalo de Dios: Mitzy: La increíble historia del famoso Diseñador Mexicano. Escrito por Federica Sodi[7]

## Premios
- Palmas de Oro 1999
- Laurel de Oro a la calidad, México-España
- Fashion International View, mayo de 2001
- Arte y Movimiento, 2007
- Latin Missions Ministries Inc, 2005
- Programa Hoy, Televisa, 2013
- Sol de Oro, 2014